# لويس موسكيرا (لاعب كرة قدم)
لويس موسكيرا هو لاعب كرة قدم إكوادوري في مركز الدفاع، ولد في 14 ديسمبر 1964 في كيتو في الإكوادور. لعب مع نادي إسبولي الرياضي ‏.

## وصلات خارجية
- لويس موسكيرا (لاعب كرة قدم) على موقع قاعدة بيانات كرة القدم.إي يو (الإنجليزية)
- لويس موسكيرا (لاعب كرة قدم) على موقع ناشيونال فوتبول تيمز (الإنجليزية)